# Lijst van beelden in Reimerswaal
Dit is een (onvolledige) chronologische lijst van beelden in Reimerswaal. Onder een beeld wordt hier verstaan elk driedimensionaal kunstwerk in de openbare ruimte van de Nederlandse gemeente Reimerswaal, waarbij beeld wordt gebruikt als verzamelbegrip voor sculpturen, standbeelden, installaties, gedenktekens en overige beeldhouwwerken.
| Geplaatst | Omschrijving                  | Kunstenaar                                                          | Straat                                  | Plaats       | Materiaal             | Afbeelding |
| --------- | ----------------------------- | ------------------------------------------------------------------- | --------------------------------------- | ------------ | --------------------- | ---------- |
| 1941      | Oorlogsmonument Yerseke       | Adriaan Francois Waverijn (ontwerp), Daan van de Vrede (metselwerk) | Molenlaan                               | Yerseke      | baksteen              |            |
| 1946      | Monument voor Britse Vliegers | J. Godeau                                                           | Noorddijk                               | Krabbendijke | natuursteen           |            |
| 1946      | Oorlogsmonument               | Eric Melse                                                          | Dorpsstraat                             | Krabbendijke | steen                 |            |
| 1957      | Watersnoodmonument Kruiningen | Jan Wolkers                                                         | bij de kerk                             | Kruiningen   | brons                 |            |
| 1981      | Mosselvisser                  | Lou Boonman                                                         | Koningin Julianahaven                   | Yerseke      | brons                 |            |
| 1991      | "Amos"                        | Omer Gielliet                                                       | Aan de Westhavendijk bij de Scheldemond | Hansweert    | hout replica in brons |            |